# Fügelevelű tök
A fügelevelű tök (Cucurbita ficifolia) a tökvirágúak (Cucurbitales) rendjébe, ezen belül a tökfélék (Cucurbitaceae) családjába tartozó faj. Magyarországon régebben istengyalulta tök (Cucurbita melanosperma) néven ismerték.

## Előfordulása
A fügelevelű tök eredeti előfordulási területe a dél-amerikai Peruban és Bolíviában található. Eredetileg hegyvidéki növény, amely 2000 méteres tengerszint feletti magasságban is megél.
Mivel közkedvelt haszonnövény, az ember a világ számos tájára széthordta. Ez a tökféle a következő országokban és térségekben hozott létre vadonnövő állományokat: Argentína északnyugati része, az indiai Asszám, Észak-Chile, Costa Rica, Ecuador, Guatemala, Kalifornia, Kolumbia, Kuba, a Leeward-szigetek, Mexikó, Németország, Nicaragua, Panama, Salvador, Spanyolország, az Új-Zéland-i Északi-sziget és Venezuela.

## Képek

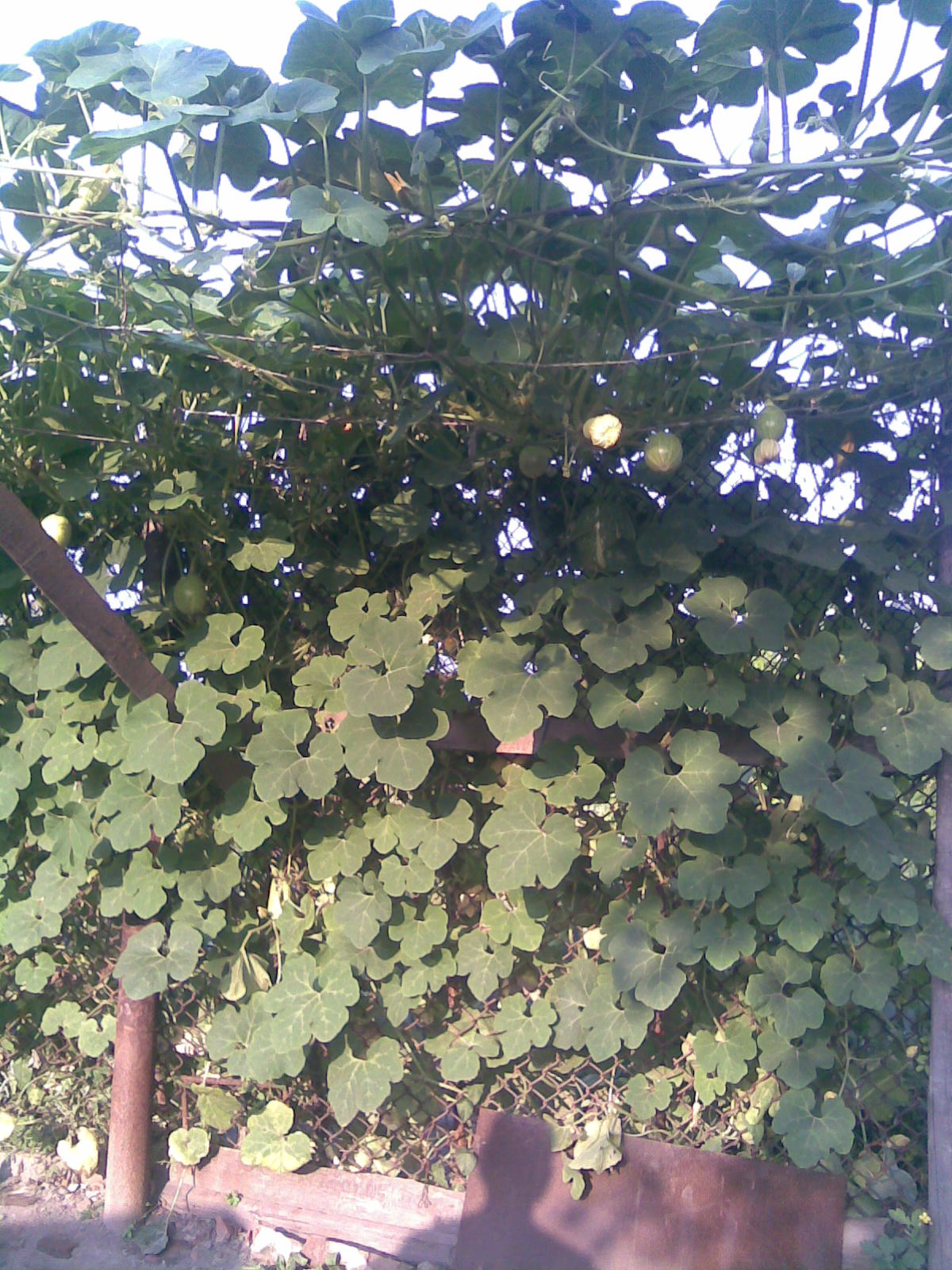
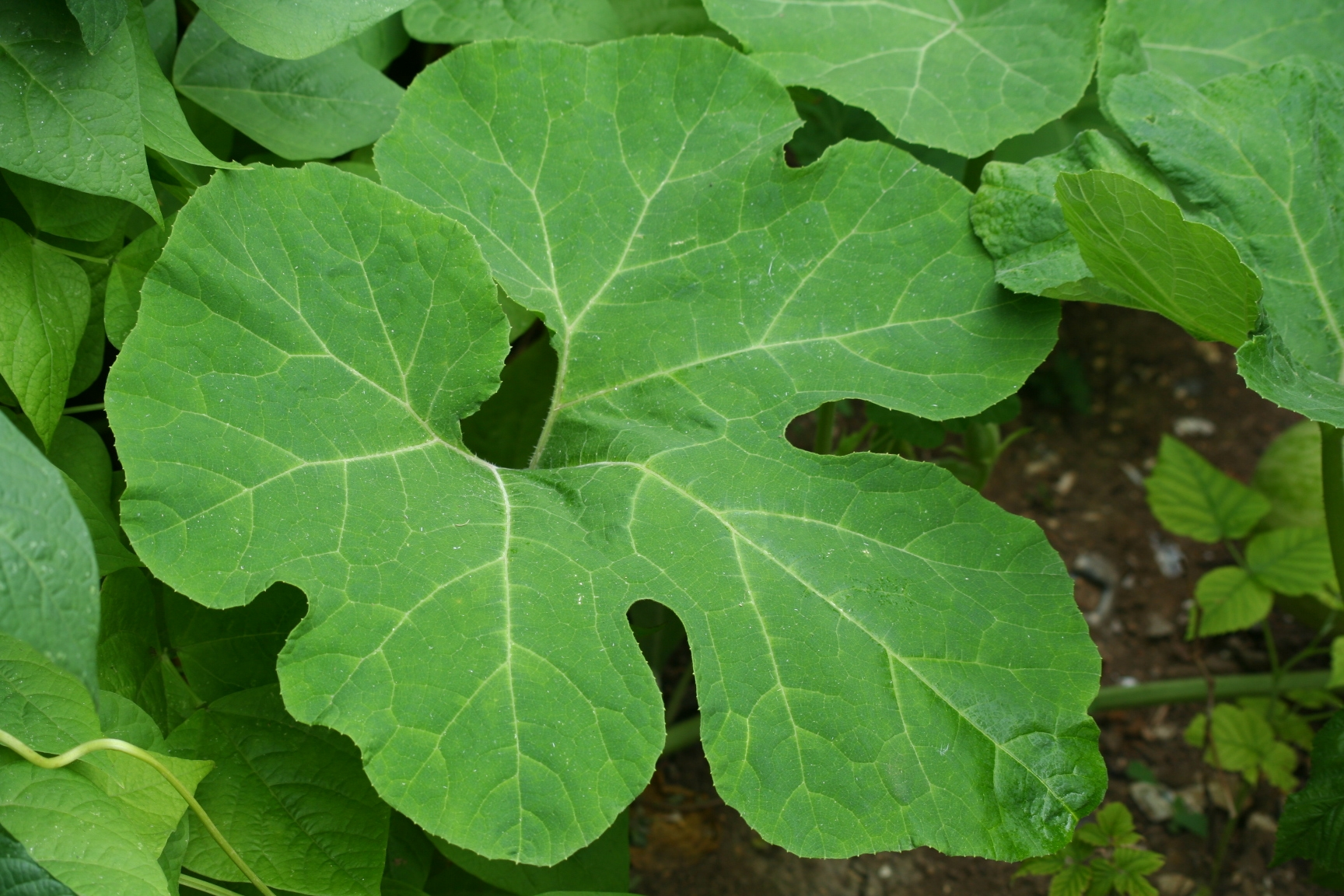
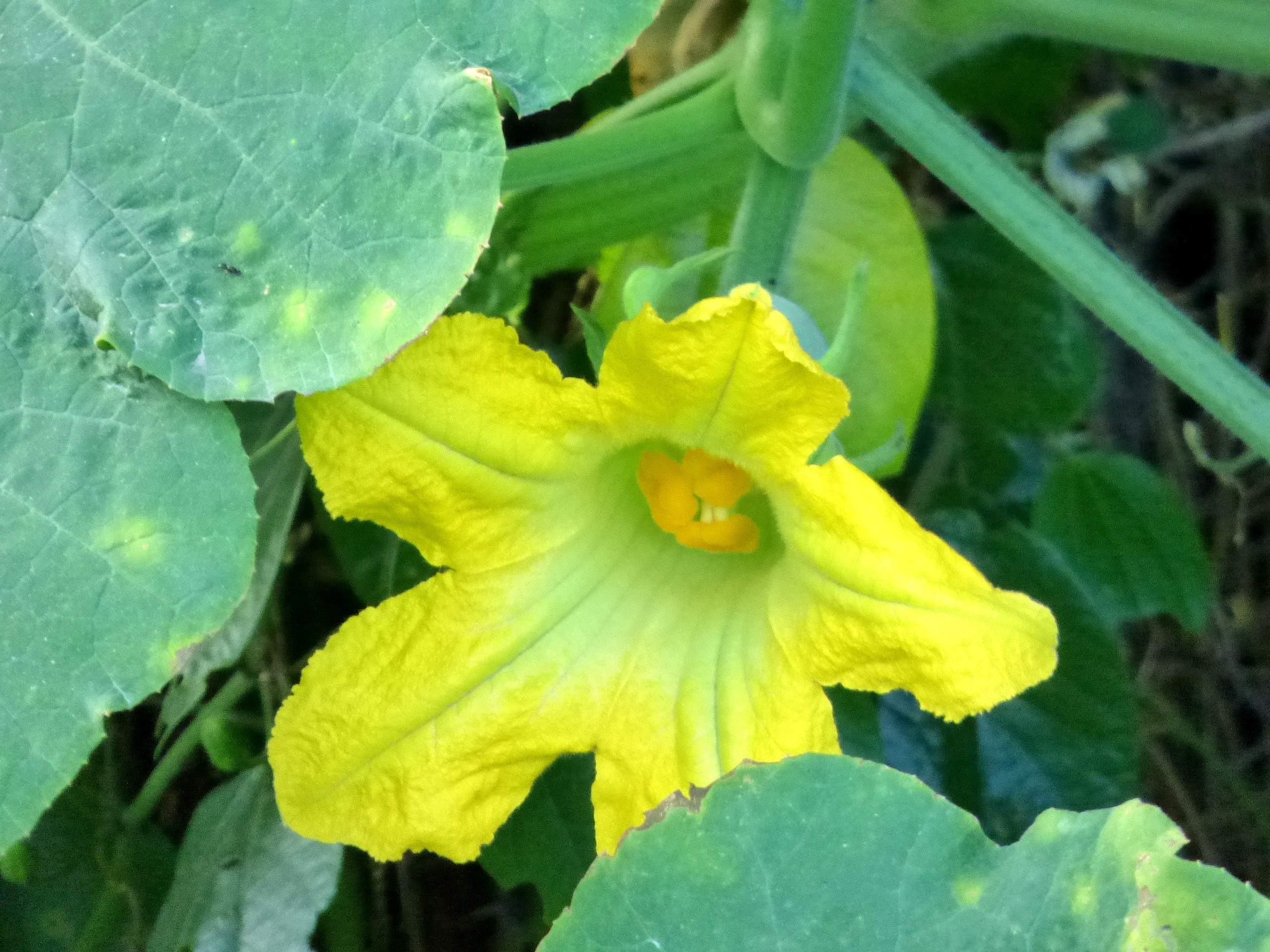
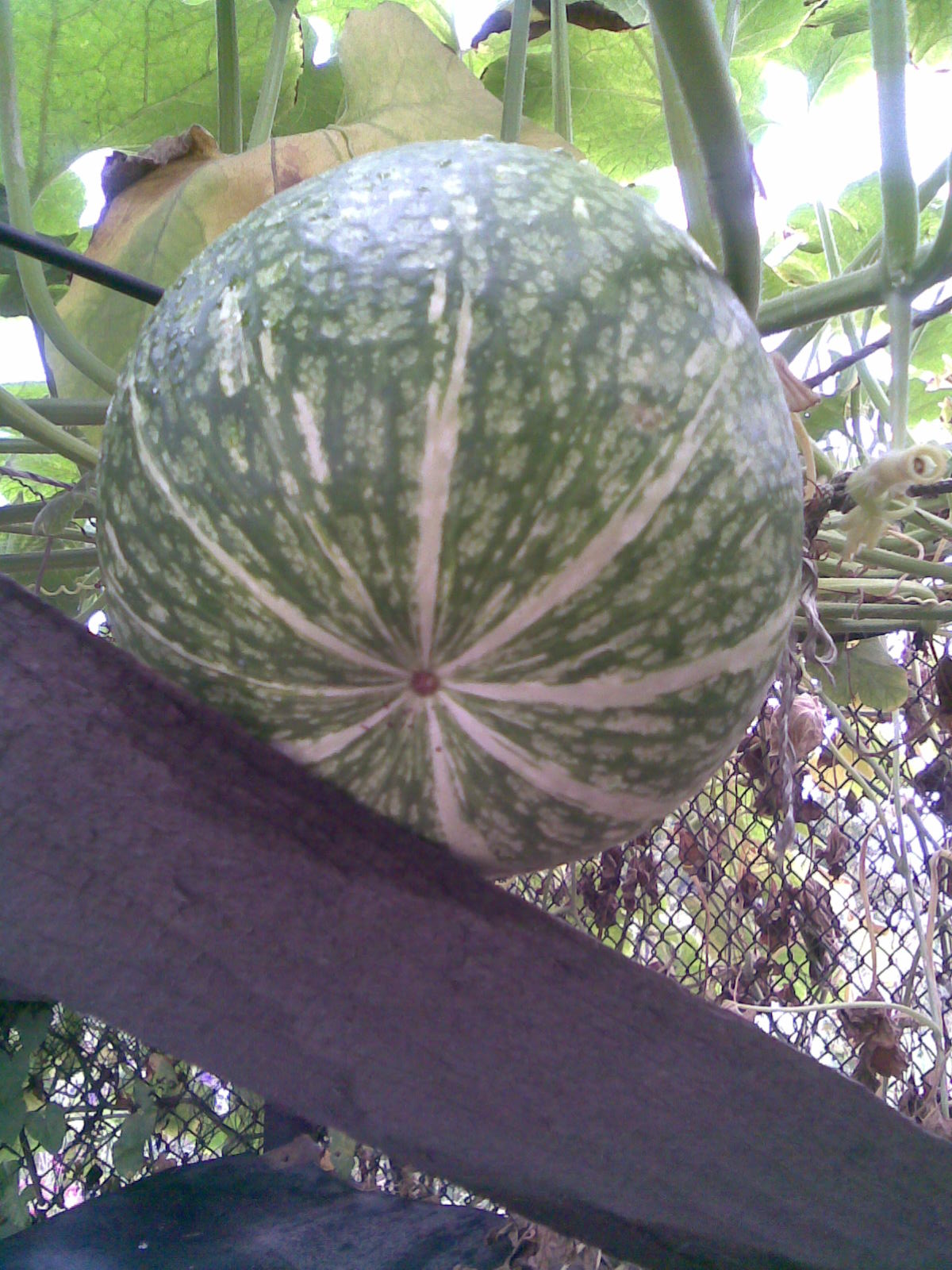

## Megjelenése
5-15 méter hosszúra is megnövő kúszónövény. A termesztésben csak egy évig hagyják, de szabadon több éves is lehet, ilyenkor a főszárának egy része elfásul. A kapaszkodásra számos indát hajt. A nagy levele a fügéére emlékeztet, innen a neve is. Ugyanannak a növénynek lehetnem hím- és nőivarú virágai is, azonban a virág nem lehet kétivarú. A virág színe a sárgától a narancssárgáig változik. A görögdinnyére (Citrullus lanatus) hasonlító termése, hosszúkás tojásdadalakú, amely 20 centiméter hosszú 5-6 kilogramm tömegű és körülbelül 500 darab mag van benne. Egy növény akár 50 termést is hozhat élete során. A termés színe változó; általában világos- vagy sötétzöld, illetve krémszínű.